# Allagrapha
Allagrapha là một chi bướm đêm thuộc họ Noctuidae.

## Các loài
- Allagrapha aerea (Hübner, [1803])